# Pyrausta coccinea
Pyrausta coccinea là một loài bướm đêm trong họ Crambidae.